# 19618 Maša
19618 Maša è un asteroide della fascia principale. Scoperto nel 1999, presenta un'orbita caratterizzata da un semiasse maggiore pari a 2,3498572 au e da un'eccentricità di 0,2056453, inclinata di 9,11089° rispetto all'eclittica.
L'asteroide è dedicato a Maša Kandušer, amica dello scopritore.